# Б (слово ћирилице)
Б, б (Б&nbsp;б; искошено: ) је ћириличко слово, еквивалент латиничном слову  и грчком слову бета (Β β).

## Историја
Слово Б, као и слово В, изведено је из грчког слова бета.
У старословенској азбуци име слова било је бѹкы, што је на тадашњем језику значило »слово«.
У ћириличном бројевном систему слово Б није означавало ниједан број, због тога што је В наследило грчко слово бета.

## Облик
У већини језика који се пишу ћирилицом, мало слово б има другачији штампани облик. У српском и македонском се мало слово б пише слично грчкој делти (δ). 

## Употреба
Присутно је у свим ћириличним писмима и налази се углавном на другом месту азбуке. У свим словенским језицима изговара се као звучни двоуснени плозив.

## Слична и сродна слова
- : слово латинице
- : слово ћирилице
- Β, β: слово грчког алфабета

## Рачунарско кодирање карактера
| Знак                      | Б                          | Б                          | б                        | б                        |
| ------------------------- | -------------------------- | -------------------------- | ------------------------ | ------------------------ |
| Назив у Уникоду           | CYRILLIC CAPITAL LETTER BE | CYRILLIC CAPITAL LETTER BE | CYRILLIC SMALL LETTER BE | CYRILLIC SMALL LETTER BE |
| Врста кодирања            | децимална                  | хексадецимална             | децимална                | хексадецимална           |
| Уникод                    | 1041                       | U+0411                     | 1073                     | U+0431                   |
| UTF-8                     | 208 145                    | D0 91                      | 208 177                  | D0 B1                    |
| Нумеричка референца знака | &#1041;                    | &#x411;                    | &#1073;                  | &#x431;                  |
| KOI8-R and KOI8-U         | 226                        | E2                         | 194                      | C2                       |
| CP 855                    | 163                        | A3                         | 162                      | A2                       |
| Windows-1251              | 193                        | C1                         | 225                      | E1                       |
| ISO-8859-5                | 177                        | B1                         | 209                      | D1                       |
| Mac Cyrillic              | 129                        | 81                         | 225                      | E1                       |